# Metrosideros excelsa
Pōhutukawa (Metrosideros excelsa), també conegut en anglès amb els noms  New Zealand Christmas tree, o iron tree, és un arbre perennifoli costaner de la família de les murtes, les mirtàcies, que produeix una brillant exhibició flors de color vermell (o ocasionalment taronja, groc) o blanc). Cada flor està dotada per una gran massa d'estams. El pōhutukawa és una de les dotze espècies de Metrosideros endèmiques de Nova Zelanda. Conegut pel seu color vibrant i la seva capacitat de sobreviure fins i tot situat en penya-segats rocosos i precaris, ha trobat un lloc important a la cultura neozelandesa per la seva força i bellesa, i és considerat un arbre principal (rākau rangatira) pels maoris.

## Etimologia
El nom genèric Metrosideros deriva del grec antic μētra o "duramen" i sideron o "ferro". El nom de l'espècie excelsa prové del llatí excelsus, "el més alt, sublim". Pōhutukawa és una paraula maori. El seu equivalent més proper en altres llengües polinèsies és la paraula maori de les illes Cook po'utukava, que es refereix a un arbust costaner amb baies blanques, Sophora tomentosa. La part -hutu- de la paraula prové de *futu, el nom polinesi del l'arbre del qual s'extreu verí per peixos Barringtonia asiatica; s'assembla als mots en fijià: vutu i tongalès: futu), que té flors semblants a les del pōhutukawa.

## Descripció
Els exemplars de Pōhutukawa creixen fins a 25 metres d'alçada, amb una forma de cúpula oberta. Normalment creixen com un arbre de diversos troncs esparsos. Els seus troncs i branques de vegades estan engalanats amb arrels aèries fibroses i enredades. Les fulles oblongues i coriàcies estan cobertes de densos pèls blancs a la part inferior.
L'arbre floreix de novembre a gener, amb un pic a principis d'estiu (mitjans o finals de desembre), amb flors carmesí brillants que cobreixen l'arbre, d'aquí el sobrenom d'arbre de Nadal de Nova Zelanda. La primera referència publicada al pōhutakawa com a arbre de Nadal va ser el 1857, en un informe periodístic d'una festa celebrada per Eruera Patuone. Hi ha variació entre els arbres individuals pel que fa al moment de la floració, i a l'ombra i la brillantor de les flors. En poblacions aïllades, la deriva genètica ha donat lloc a variacions locals: molts dels arbres que creixen al voltant dels llacs de Rotorua produeixen flors de color rosat, i el cultivar de flors grogues 'Aurea' descendeix d'un parella d'exemplars descoberta el 1940 a l'illa de Mōtītī, a la badia de Plenty.

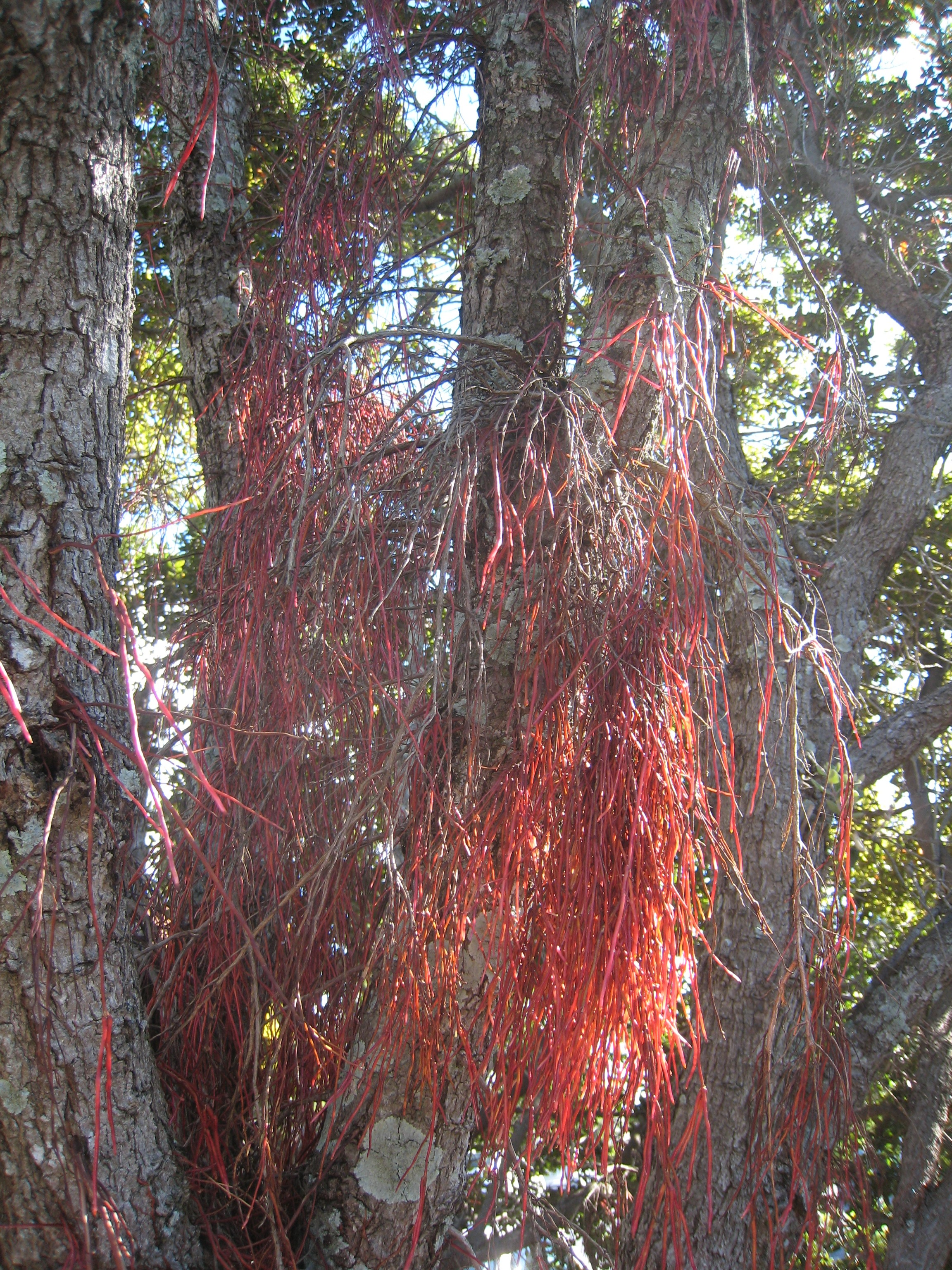
Arrels aèries joves
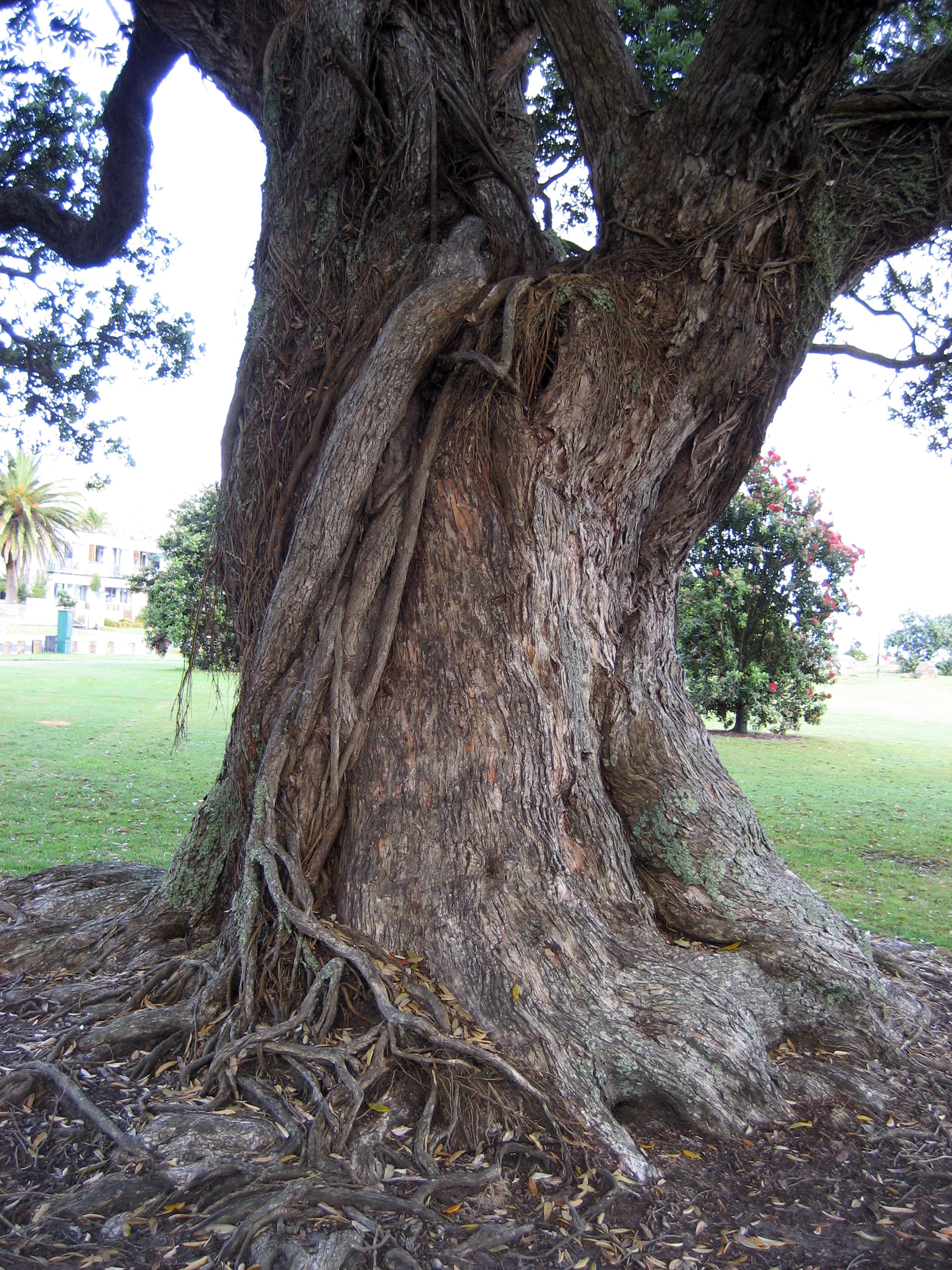
Arrels aèries soldades.
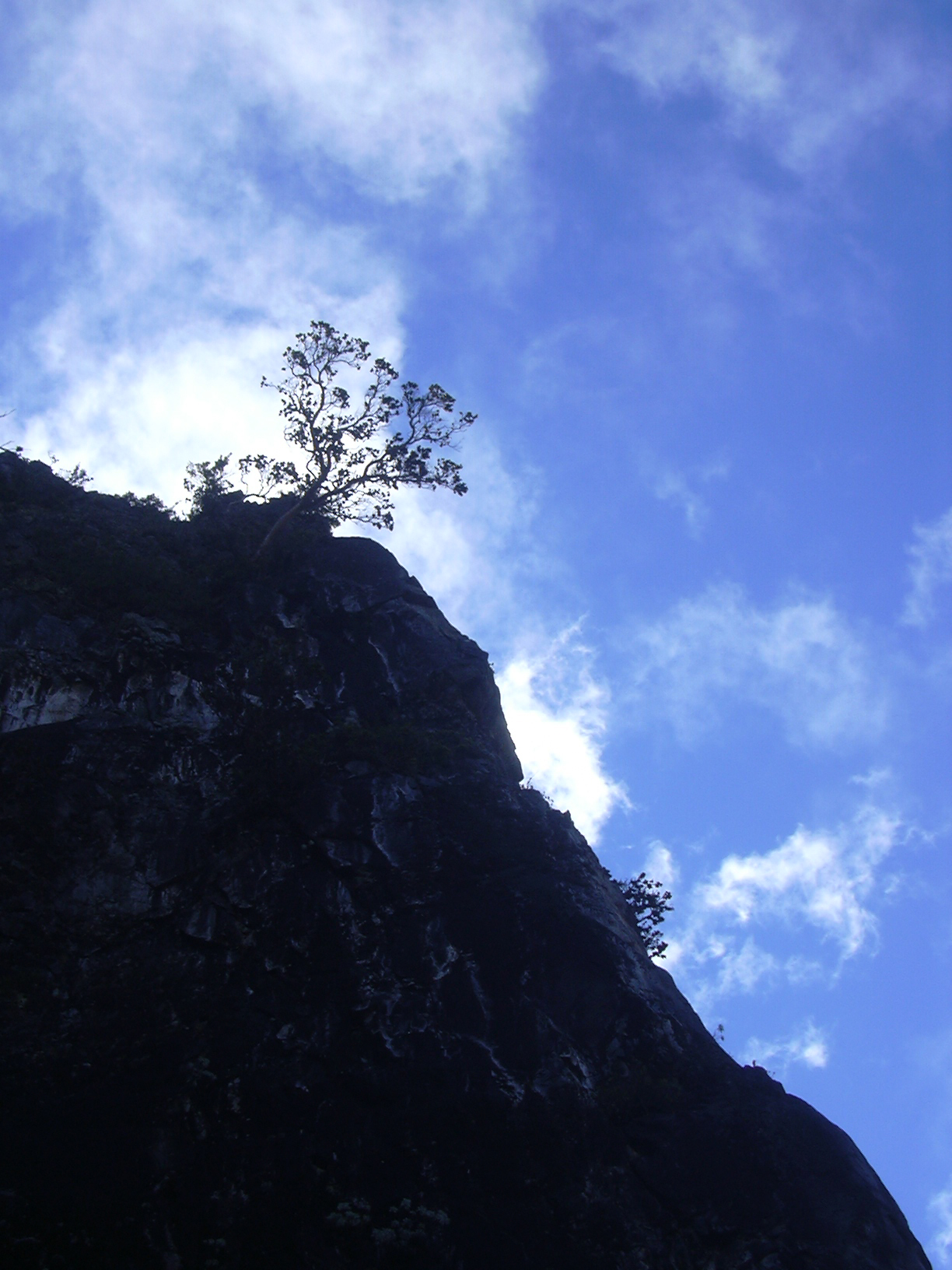
Peu de Metrosideros polymorpha en ambient rupícola
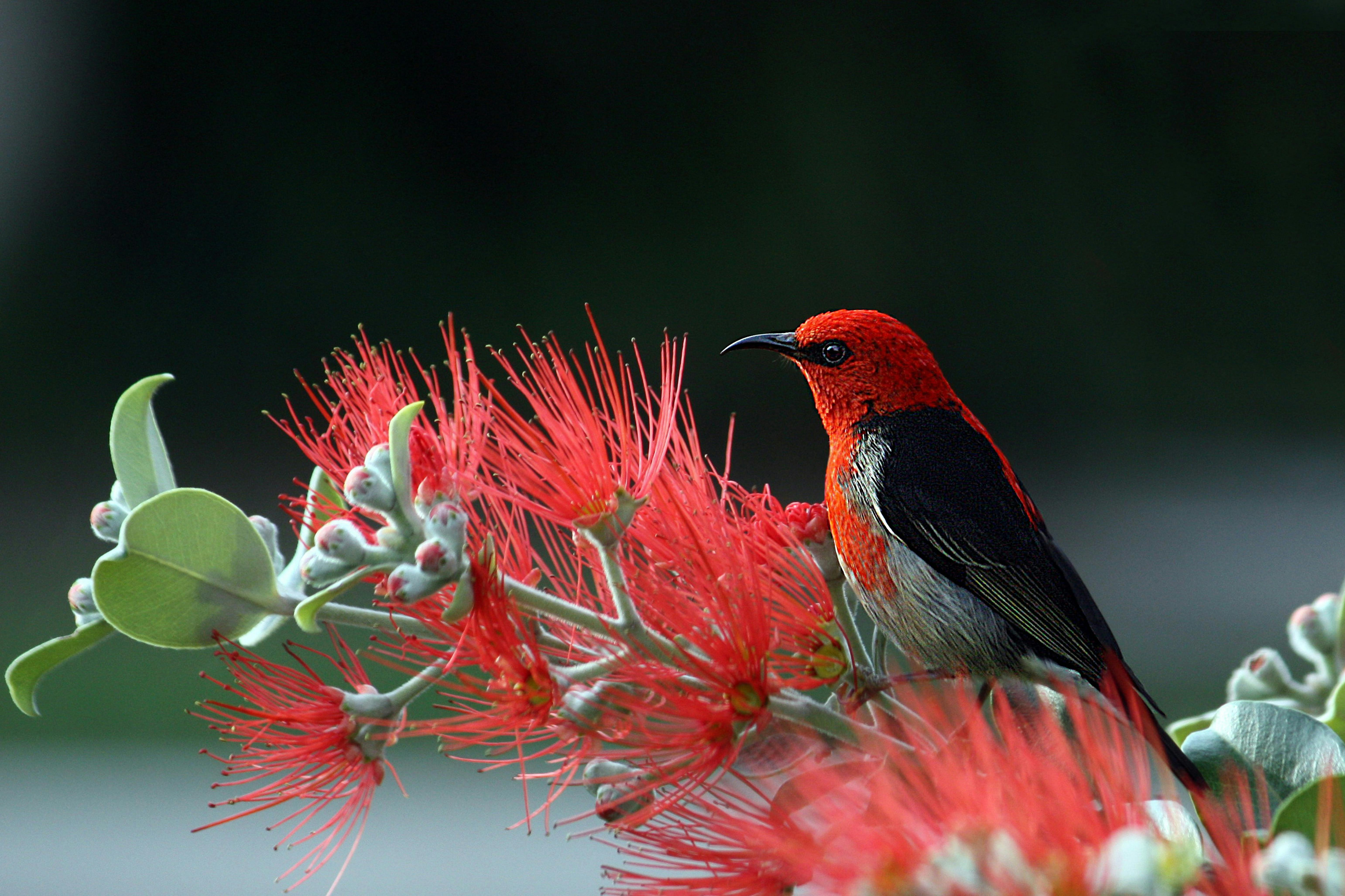
Mel·lífera escarlata sobre inflorescència de pohutukawa.
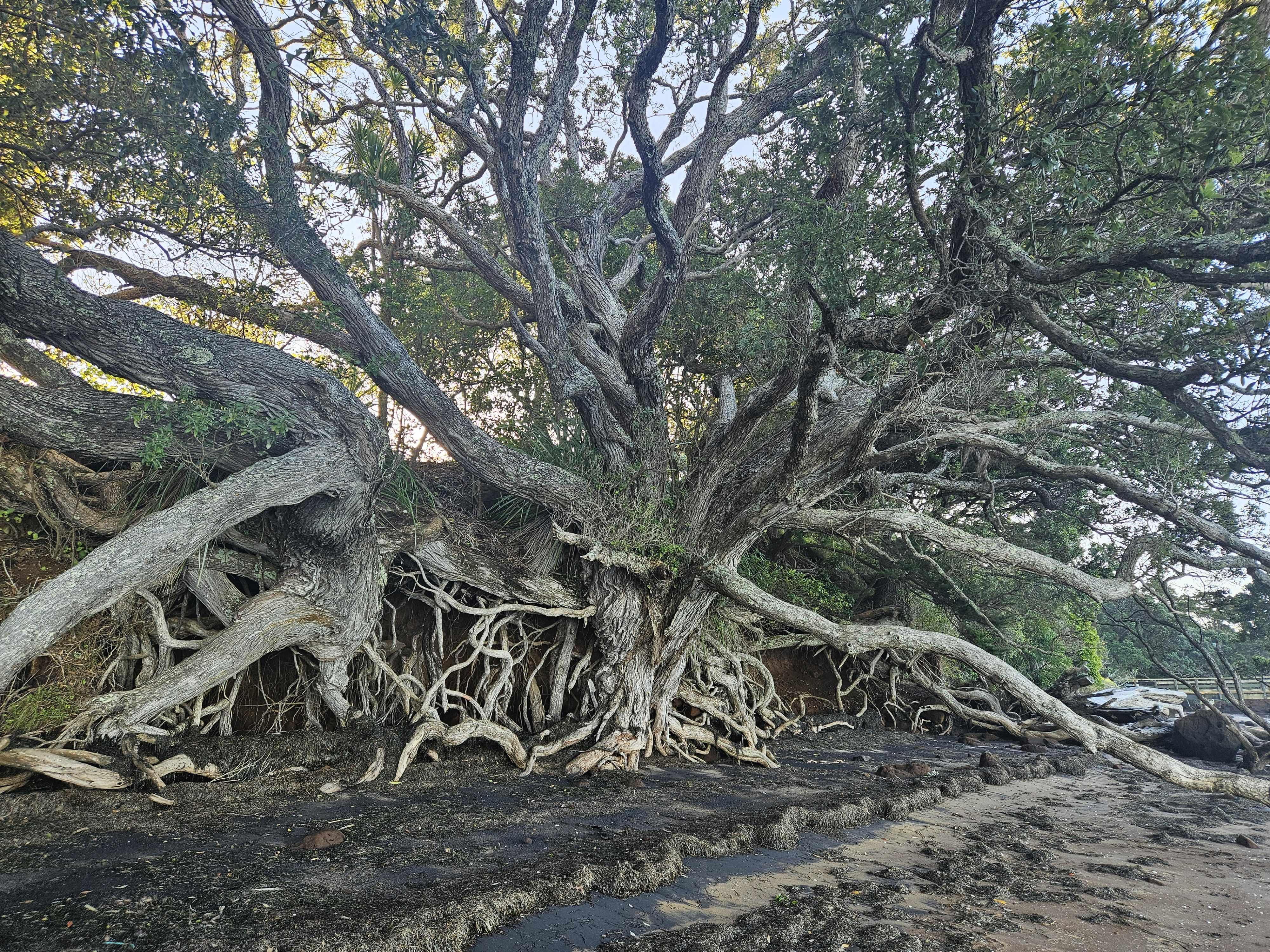
Retorçat de la soca, arrels i branques. Platja de Cornwallis.

## Distribució

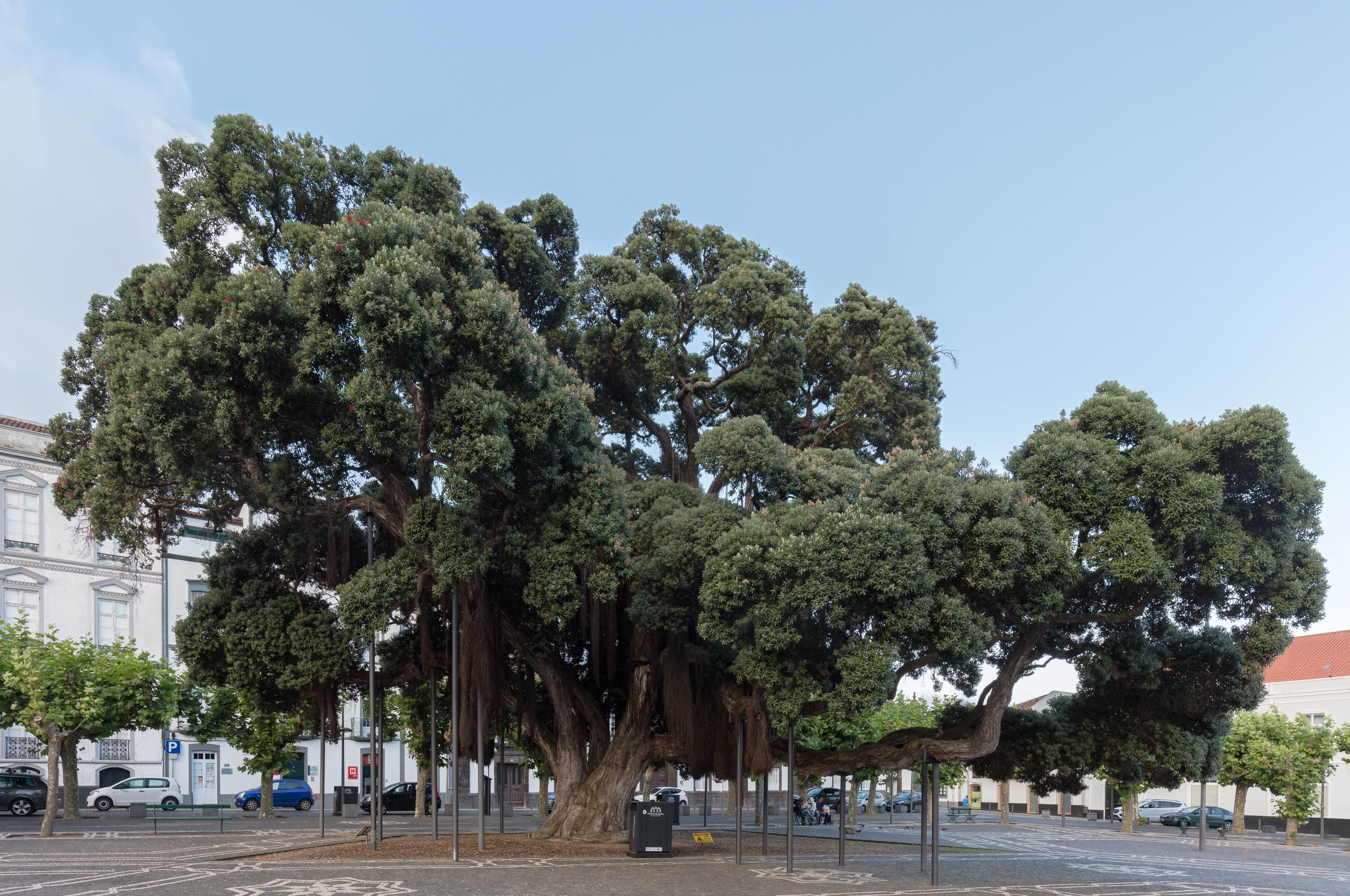
Metrosideros excelsa a Ponta Delgada, Açores, Portugal

L'àrea de distribució natural del pōhutukawa és les regions costaneres de l'illa del Nord de Nova Zelanda, al nord d'una línia que s'estén des de New Plymouth (39° S) a Gisborne (38° S), on abans formava una franja costanera contínua. A la dècada del 1990, l'agricultura pastoral i les plagues introduïdes havien reduït els boscos de pōhutukawa en més d'un 90%. També es troba de manera natural a les vores dels llacs de la zona de Rotorua i al Parc Nacional Abel Tasman, a la part alta de l'illa del Sud.
L'arbre és conegut per habitar els penya-segats, capaç de mantenir una bona posició en situacions precàries i gairebé verticals. Com el seu parent hawaià, el ʻōhiʻa lehua (M.polymorpha), s'ha demostrat que el pōhutukawa és eficient en la colonització de planes de lava, especialment a Rangitoto, una illa volcànica al golf Hauraki.

## Conservació
A Nova Zelanda, els pōhutukawa estan amenaçats pel rastreig per part del pòssum comú, introduïda, que despulla l'arbre de les seves fulles. Una organització benèfica per a la conservació, Project Crimson, té l'objectiu de revertir el declivi del pōhutukawa i altres espècies de Metrosideros; la seva missió és "permetre que el pōhutukawa i el rata tornin a florir al seu hàbitat natural com a icones als cors i les ments de tots els neozelandesos".

## Usos
La fusta de Pōhutukawa és densa, forta i molt torta. Els maoris la feien servir fabricar forcades i altres estris més petits però pesats. S'utilitzava sovint en la construcció naval, ja que les formes naturalment corbes fàcilment donen formes escairades per a medís i estameneres, entre altres. Els extractes de l'escorça interna s'utilitzen en la rongoā (medicació tradicional) per al tractament de la diarrea i la disenteria, i el nèctar s'utilitza per tractar el mal de coll.
L'arbre s'utilitza per crear mel de pōhutukawa, que es produeix en zones com l'illa de Rangitoto.

## Cultiu
Els pōhutukawa són populars en el cultiu, i hi ha bons exemples a la majoria de ciutats costaneres de l'illa del nord. Vigorós i fàcil de cultivar, l'arbre floreix molt al sud de la seva àrea de distribució natural, i s'ha naturalitzat a la zona de Wellington i al nord de l'illa del sud. També s'ha naturalitzat a l'illa Norfolk, al nord. Els pōhutukawa s'han introduït a altres països amb climes suaus a càlids, inclòs el sud-est d'Austràlia, on s'està naturalitzant als penya-segats costaners prop de Sydney. A la costa de Califòrnia, és un arbre popular per a carrers i gespa, però ha causat preocupació a San Francisco, on es culpa que els seus sistemes d'arrels destrueixin les clavegueres i les voreres.

En algunes parts de Sud-àfrica, els pōhutukawa creixen tan bé que es consideren una espècie invasora. La ciutat gallega de la Corunya ha adoptat el pōhutukawa com a emblema floral, ja que tenen un exemplar molt antic i han continuat plantant-ne en diversos llocs de la ciutat.

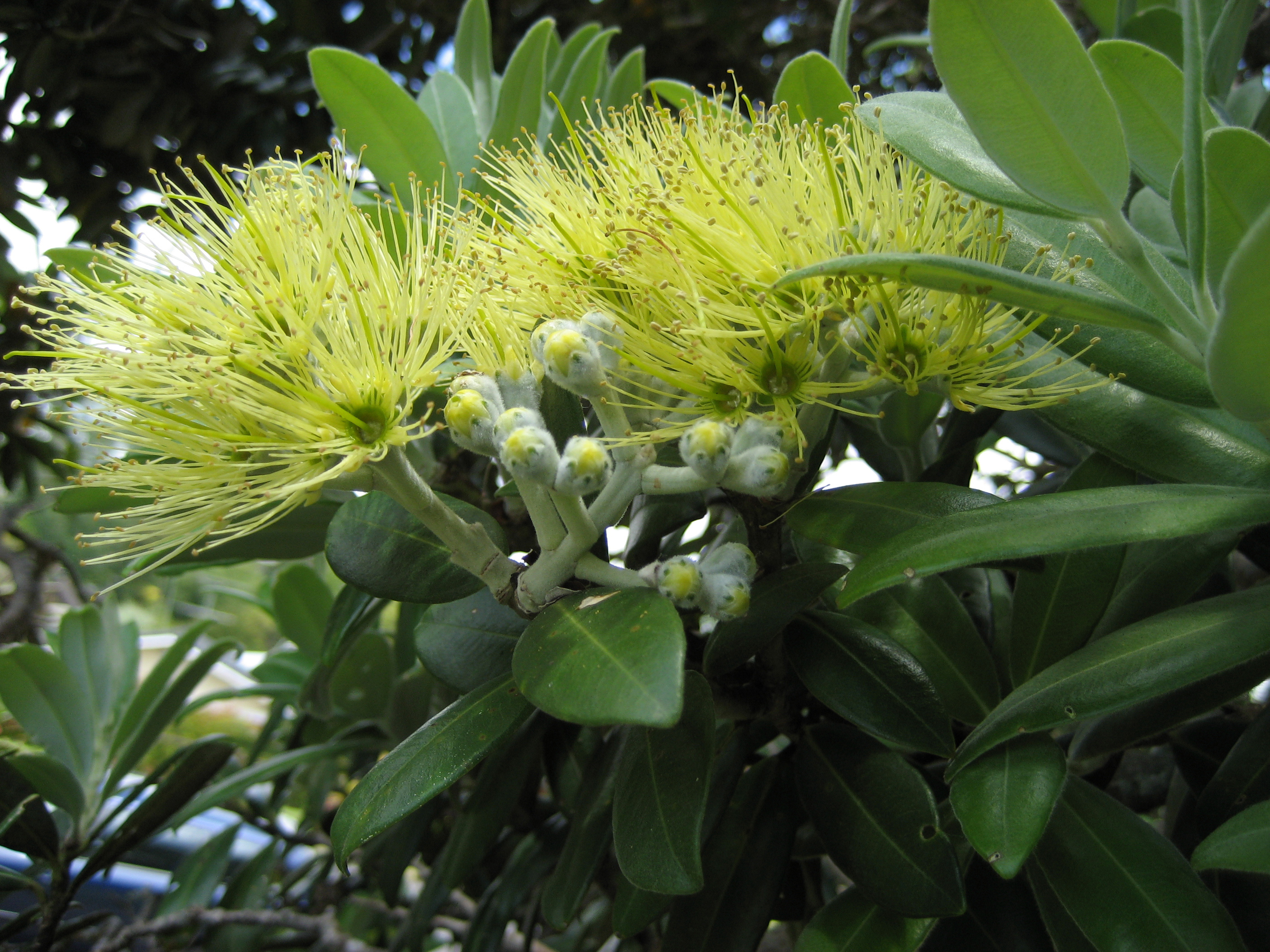
Varietat d'estams grocs, tipus "Àurea".
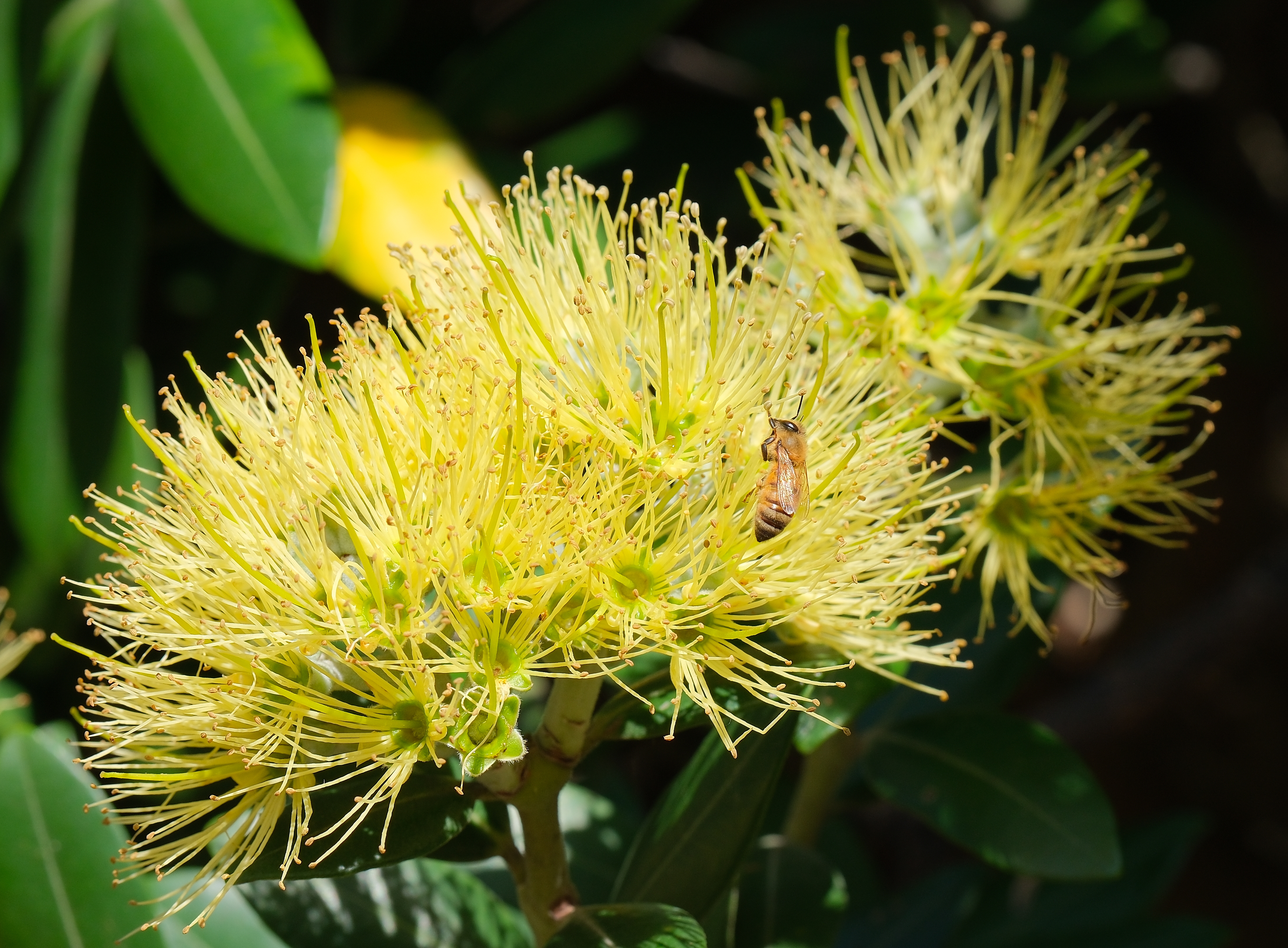
Estat més avançat de maduresa floral.
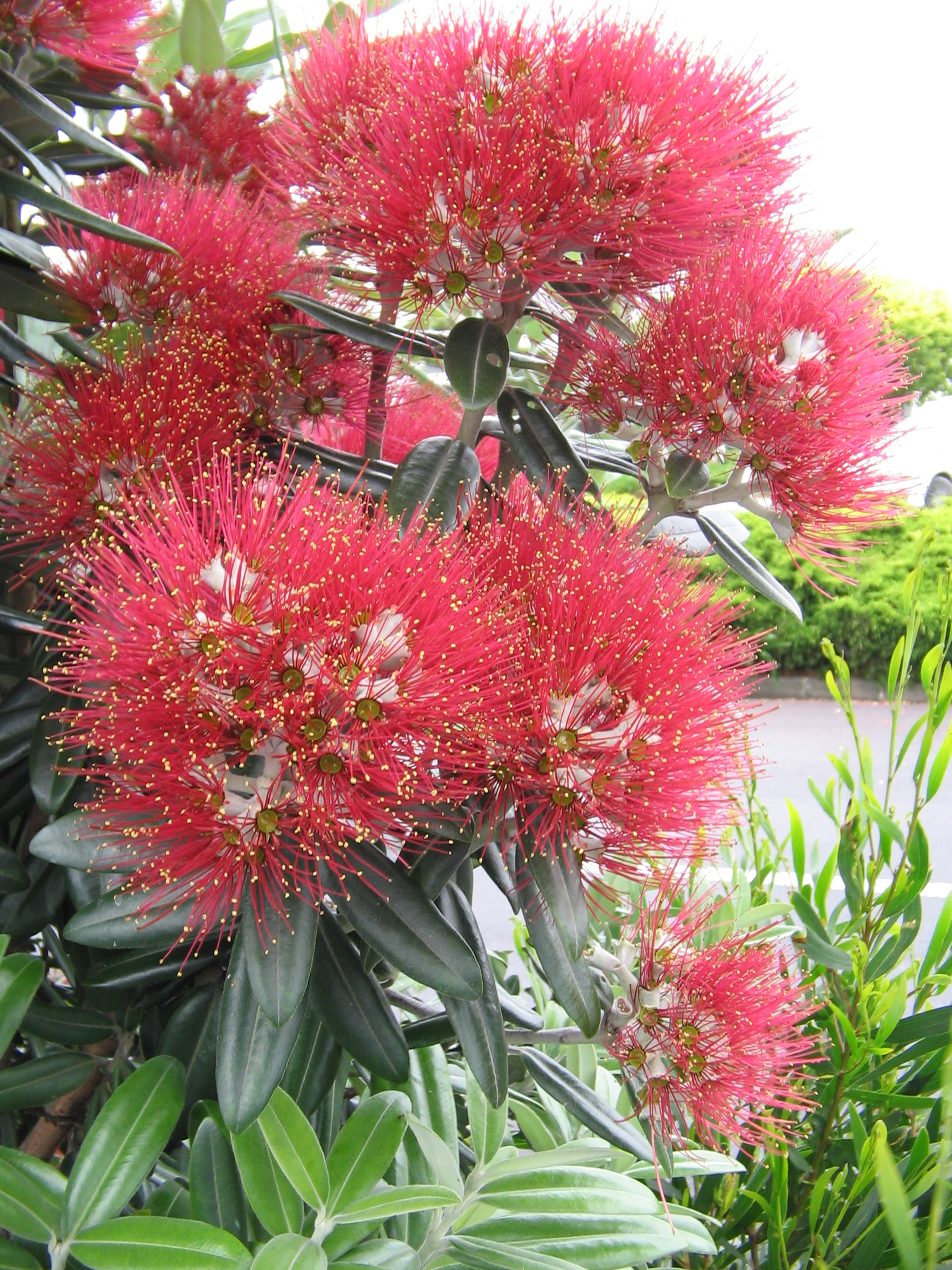
Estams de color rogenc.
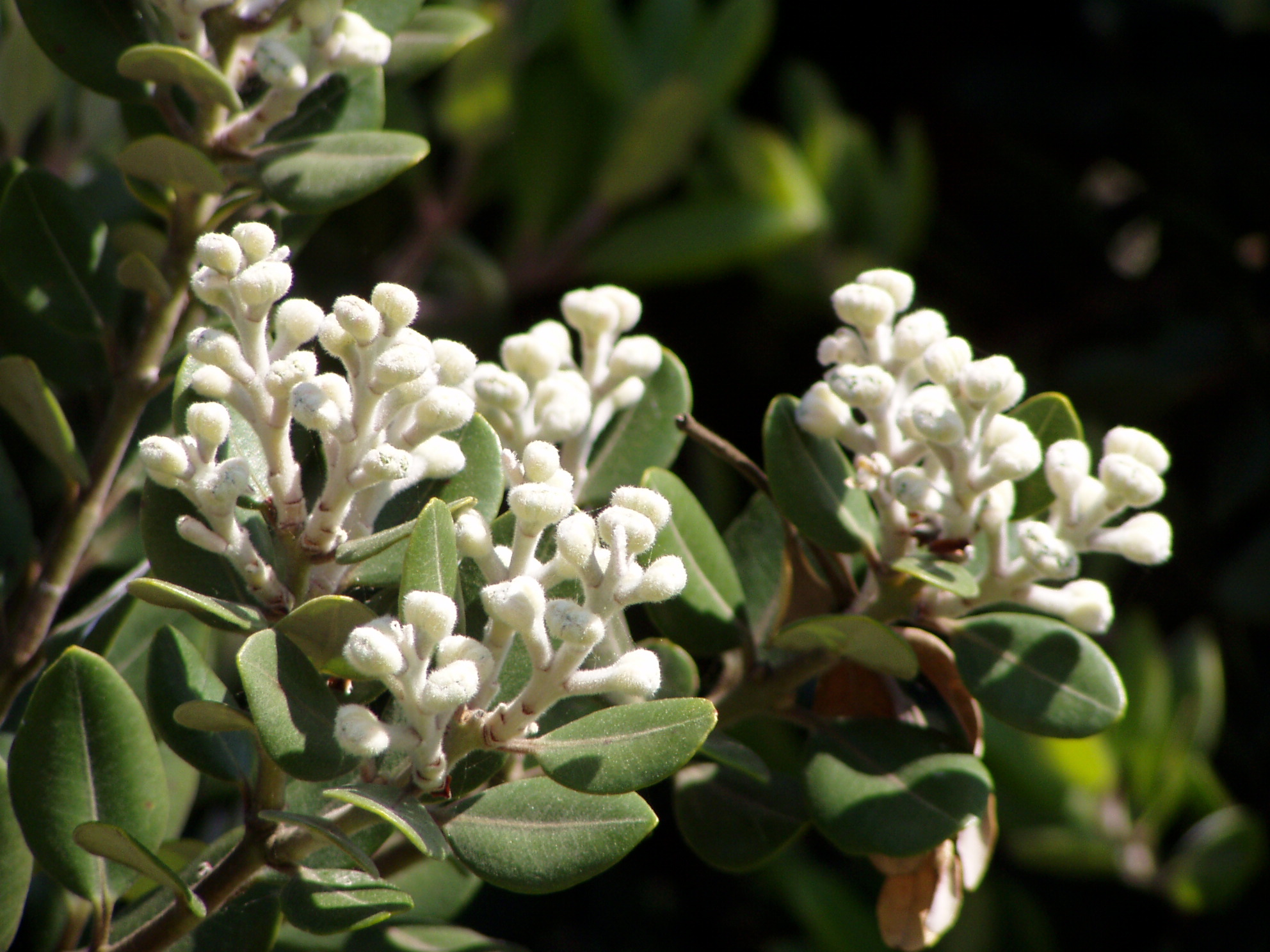
Poncelles de pohutukawa.
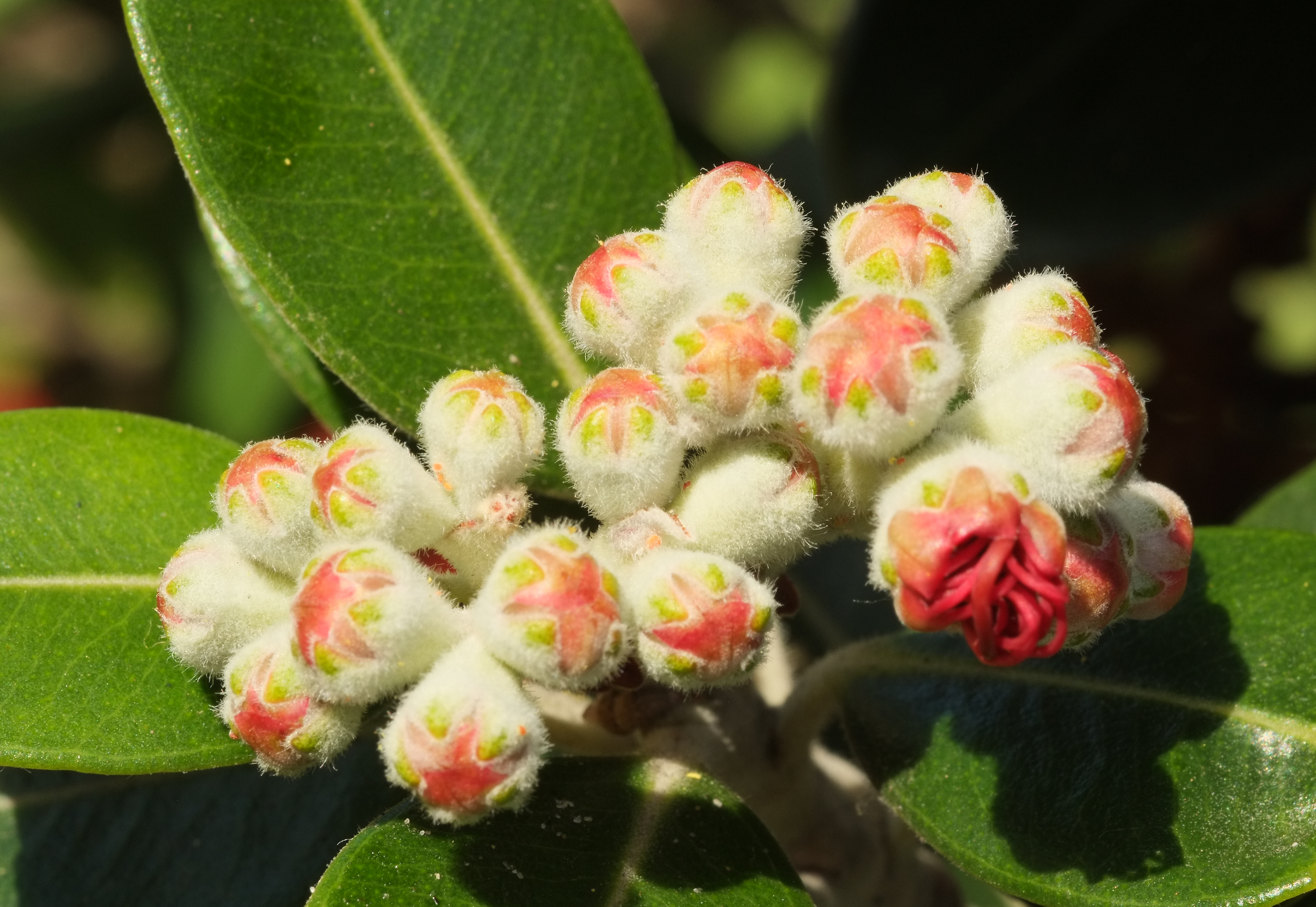
Poncelles a punt d'esclatar.
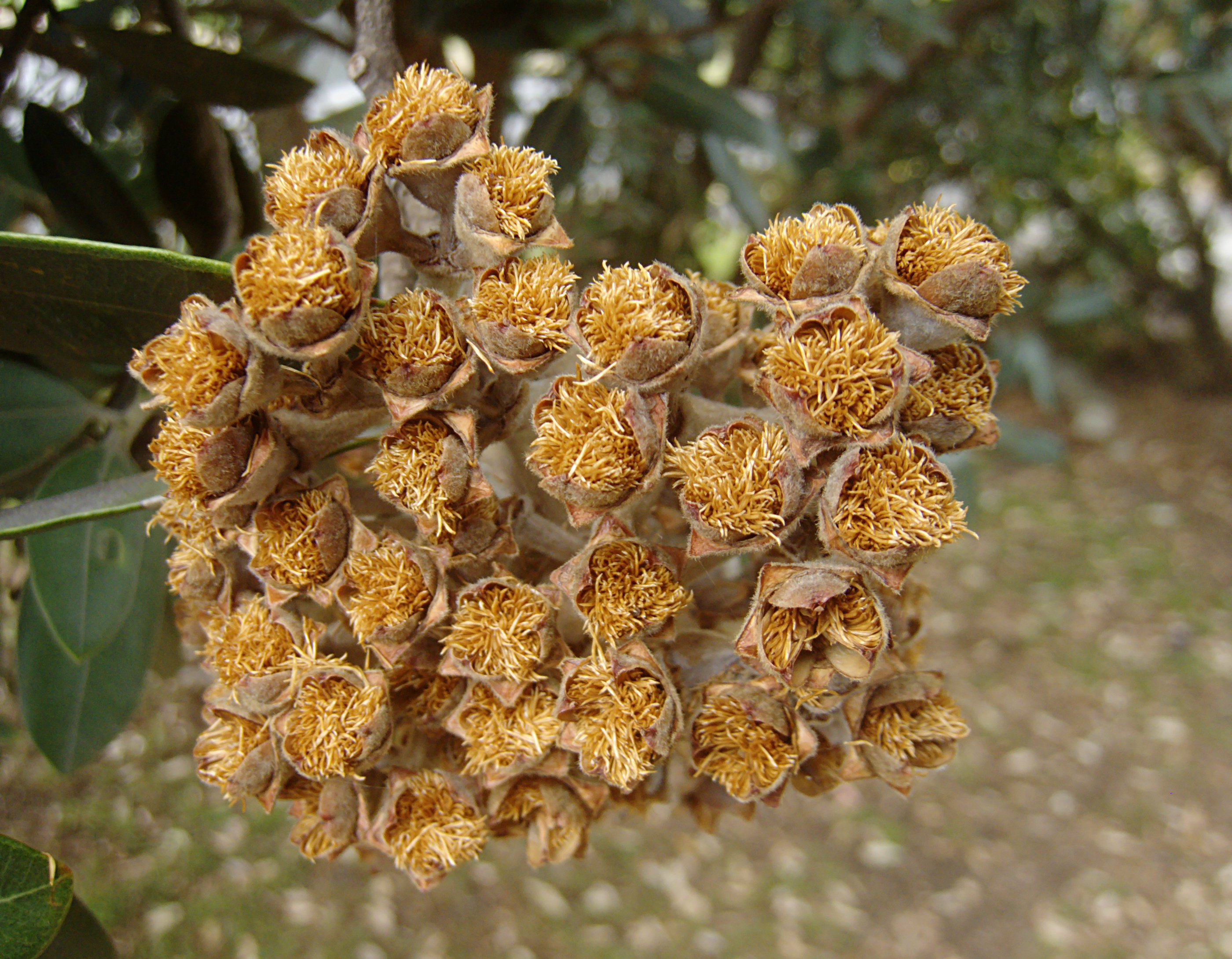
Llavors llestes per ser recollides.

S'han publicat almenys 39 cultivars de pōhutukawa. Els vivers Duncan & Davies van ser una força líder a mitjans del segle XX, mentre que el difunt Graeme Platt ha estat responsable de 16 cultivars diferents fins ara, inclòs un arbre rar de flors blanques. A continuació s'enumeren:
| Cultivar                       | Any de creació | Color de flor               | Comercialitzat per                            | Notes |
| ------------------------------ | -------------- | --------------------------- | --------------------------------------------- | --- |
| M. excelsa 'Aurea'             | 1947           | Groc verdós                 | Duncan & Davies                               | Extret de Mōtītī Island. |
| M. excelsa 'Blockhouse Bay'    | mid-1980s      | Vermell brillant            | Graeme Platt                                  | Extret de la Badia de Blockhouse, Auckland. |
| M. excelsa 'Butterscotch'      | 1993           | Roig-foc                    | Duncan & Davies                               | Tiges vermelloses i fulles noves de color daurat vermellós que es tornen grogues com la mantega i finalment verdes amb l'edat. Procedent de M. excelsa 'Sunglow'.                                 |
| M. excelsa 'Centennial'        | -              | -                           | Graeme Platt                                  | Cultivar de variegat invers, hàbit de creixement erecte. Procedent de plantacions centenàries en Auckland Domain.                                                                                 |
| M. excelsa 'Christmas Cheer'   | -              | Carmesí                     | Bob Bayly                                     | Floreix constantment al voltant de Nadal. Floreix en grans raïms. |
| M. excelsa 'Dalese'            | 2010           | Roig-taronja                | Lyndale Nurseries                             | Selecció compacta i de creixement lent. Sovint es ven incorrectament com a M. tomentosa 'Dalese', especialment a Austràlia.                                                                       |
| M. excelsa 'Fire Mountain'     | mid-1970s      | Taronja-escarlata           | Felix Jury / Duncan & Davies                  | Flors molt brillants i port ample. Procedent de plantacions a la ribera del riu Waitara. |
| M. excelsa 'Firestone'         | 1983           | Roig-foc                    | Graeme Platt                                  | Flors brillants i forma extensa. Procedent del mont Moehau, península de Coromandel. |
| M. excelsa 'Flame Crest'       | 1991           | Taronja-escarlata           | Cyril Watson & George Smith / Duncan & Davies | Forma alta i erecta. Procedent de Kawaroa Park, New Plymouth. |
| M. excelsa 'Gold Finger'       | 1986           | Carmesí pujat               | Duncan & Davies                               | Forma variegada inversa amb fulles daurades brillants. |
| M. excelsa 'Golden Dawn'       | 2003           | Rosa síndria                | Robert Harrison                               | Cultivar de variegació inversa d'Austràlia. Creix fins a uns 5 metres. Va créixer a partir de M. excelsa 'Pink Lady' sota cultiu. Hi ha una probabilitat del 10-20% que la variegació reverteixi. |
| M. excelsa 'Gold Nugget'       | 2000           | -                           | Jim Rumbal / Duncan & Davies                  | Cultivar variegat amb marges verds frescos i centres grocs. |
| M. excelsa Hauraki'            | -              | Roig                        | Graeme Platt                                  | Flors de mida excepcional i forma alta i erecta. Procedent del Parc Regional de Long Bay, Auckland.                                                                                               |
| M. excelsa 'Kopere'            | 2007           | Roig-taronja                | Graeme Platt                                  | Flors vibrants i fulles verdes brillants. Procedent de Brooks Bay, a prop del parc regional d'Awhitu, a Auckland.                                                                                 |
| M. excelsa 'Lighthouse'        | 1983           | Carmesí                     | Graeme Platt                                  | Floració primerenca (novembre). Procedent de l'illa de Rangitoto. |
| M. excelsa 'Manukau'           | 1990           | Roig-taronja                | Graeme Platt                                  | Capítols florals ben equilibrats que també floreixen dins de la capçada de l'arbre. Procedent del centre comercial Manukau City.                                                                  |
| M. excelsa 'Maori Princess'    | 1970s          | Roig                        | Ian McDowell / Duncan & Davies                | Arbre de capçada oberta, ramificat i vertical. Procedent de Brougham Street, New Plymouth. |
| M. excelsa 'Midas'             | 1988           | Roig                        | William (Bill) Robertson                      | Cultivar de variegat invers d'Austràlia, però lleugerament inestable (pot tornar a l'estat no variegat)                                                                                           |
| M. excelsa 'Mini Christmas'    | -              | Roig                        |                                               | Cultivar de creixement lent procedent d'Austràlia, que creix fins a aproximadament 1 m d'alçada.                                                                                                  |
| M. excelsa 'Moon Maiden'       | 1988           | Groc sofre                  | Duncan & Davies                               | Fullatge verdós-gris clar. Procedent de M. excelsa 'Aurea'. |
| M. excelsa 'Mt Maunganui'      | 1993           | Roig                        | Lyndale Nurseries                             | Procedent de Pitau Road, Mont Maunganui. L'arbre originador del cultivar és d'importància per a la tribu Ngāi Te Rangi iwi, on es van trobar diversos esquelets maoris a la seva base.            |
| M. excelsa 'Octopussy'         | 2004           | Roig                        | Naturally Native NZ Plants Auckland           | Hàbit de creixement pèndol. De vegades disponible com a estàndard. |
| M. excelsa 'Ohope'             | -              | Roig                        | Duncan & Davies                               | Forma variegada. Fulles verdes amb marges de color crema. |
| M. excelsa 'Parnell'           | early 1970s    | Roig                        | Graeme Platt                                  | Arbre molt gran i molt escampat. Provinent dels Jardins Parnell Rose, Auckland. |
| M. excelsa 'Pink Lady'         | 1988           | Rosa síndria                | Duncan & Davies                               | Arbre petit i erecte amb capítols florals compactes. |
| M. excelsa 'Plus Four'         | 2002           | Vermell brillant            | Graeme Platt                                  | Hàbit de creixement vertical. Procedent del camp de golf Awhitu, Auckland. |
| M. excelsa 'Pouawa'            | -              | -                           | Graeme Platt / Rob Bayly                      | Flors de llarga durada. Originària del nord de Gisborne. |
| M. excelsa 'Rangitoto'         | mid-1980s      | Vermell fosc                | Tom Johnson / Dawn Nurseries                  | Arbre petit i erecte. Procedent de Te Atatu, Auckland, d'una planta originària de l'illa de Rangitoto.                                                                                            |
| M. excelsa 'Royal Flame'       | 1988           | Carmesí pujat               | Jim Rumbal / Duncan & Davies                  | Arbre vertical, les flors tenen anteres grogues contrastants. Procedent del Parc Marí de Waitara West.                                                                                            |
| M. excelsa 'Scarlet Pimpernel' | 1976           | Escarlata                   | Felix Jury / Duncan & Davies                  | Creixement petit i compacte. Apte per a contenidors i patis. Procedent de Princess Street, Waitara.                                                                                               |
| M. excelsa 'Sunglow'           | 1980           | -                           | Duncan & Davies                               | Variegada amb marges de fulla color daurat. Flors i forma. Es creu que prové d'Oswald Blumhardt, fitocultor de Whangarei.                                                                         |
| M. excelsa 'Tamaki'            | 1985           | Roig-taronja                | Graeme Platt                                  | Flors brillants. Originària de Tamaki Drive, Auckland. |
| M. excelsa 'Te Kaha'           | mid-1980s      | Vermell amb tocs ataronjats | Graeme Platt                                  | Arbust de mida mitjana. Extret d'un exemplar de l'Hotel Te Kaha, Bay of Plenty. |
| M. excelsa 'Titirangi'         | late-1980s     | Escarlata                   | Graeme Platt                                  | Arbre eixerit amb floració abundant. Originat a Margan Ave, Auckland prop del Camp de Golf Titirangi.                                                                                             |
| M. excelsa 'Upper Hutt'        | -              | -                           | -                                             | Fullatge variegat inversament. Procedent de jardins públics a Upper Hutt. |
| M. excelsa 'Variegata'         | -              | Roig                        | -                                             | Fulles variegades. No s'ha de confondre amb M. kermadecensis. 'Variegata'. |
| M. excelsa 'Vibrance'          | 1985           | Roig taronja                | Graeme Platt                                  | Les flors tenen estams excepcionalment llargs. Procedent de la badia de Waiomu, península de Coromandel.                                                                                          |
| M. excelsa 'Whakarewarewa'     | late-1980s     | Roig molt fosc              | Graeme Platt                                  | Extreta de Whakarewarewa, Rotorua. |
| M. excelsa 'White Caps'        | 2009           | Blanc                       | Graeme Platt                                  | Extreta de Piha Beach, Auckland. |

## La pōhutukawa com a icona
Un pōhutukawa gegant a Te Araroa, a la costa est, té fama de ser el més gran del país, amb una alçada de 20 metres i una amplada de 38 m.
Un arbre pōhutukawa amb una edat estimada de 180 anys conegut com 'Te Hā' està completament establert en un parc de la ciutat d'Auckland. 'Te Hā' és l'exemplar urbà més gran del país. Els plans per construir un monument en honor de les víctimes del desastre de l'Erebus a prop de l'arbre van activar una oposició local significativa el 2021.